# Günther Rüdel
Günther Rüdel (* 15. November 1883 in Metz; † 22. April 1950 in München) war ein deutscher Generaloberst der Luftwaffe im Zweiten Weltkrieg.

## Militärische Laufbahn
Rüdel trat 1902 in die Bayerische Armee ein und wurde nach dem erfolgreichen Besuch der Kriegsschule München am 9. März 1904 zum Leutnant befördert. Er versah seinen Dienst im 3. Feldartillerie-Regiment „Prinz Leopold“ und war bei Ausbruch des Ersten Weltkrieges Oberleutnant. Nach der Mobilmachung wurde er zunächst als Ordonnanzoffizier beim Stab der 6. Königlich Bayerischen Feldartillerie-Brigade eingesetzt. Im Frühjahr 1915 wurde er zum Führer des Kommandos der Kraftwagengeschütze Ostende ernannt. Dieses war der Obersten Heeresleitung direkt unterstellt und führte die Ausbildung der Führer und Bedienungen der damals noch sehr einfachen Flugabwehrgeschütze durch.
Im Mai 1915 stellte Rüdel in München die Gebirgs-Kanonen-Batterie Nr. 8 des neugebildeten Alpenkorps auf. Im Juni wurde er zu ihrem Führer ernannt und die Einheit nach Südtirol verlegt. Am 9. August 1915 wurde Günther Rüdel zum Hauptmann befördert, gab dann aber im Oktober 1915 seine Batterie ab und wurde für kurze Zeit wieder bei dem mittlerweile zur Flakschule erweiterten Ausbildungskommando in Ostende eingesetzt. Im Februar 1916 wurde er schließlich zur Preußischen Artillerieprüfungskommission beim Kriegsministerium in Berlin versetzt, wo er bereits von 1912 bis 1914 als Assistent tätig gewesen war und sich mit der Entwicklung von Ballon- bzw. Flugabwehrgeschützen befasst hatte. Nun war sein Hauptaufgabengebiet jedoch die Organisation der theoretischen und praktischen Ausbildung der Infanterie-Geschütz-Batterien an der Preußischen Artillerieschule in Jüterbog.
Für seine Leistungen wurde Rüdel mit beiden Klassen des Eisernen Kreuzes, dem Ritterkreuz des Königlichen Hausordens von Hohenzollern mit Schwertern, dem Militärverdienstorden IV. Klasse mit Schwertern, dem Hanseatenkreuz Hamburg, dem Wilhelm-Ernst-Kriegskreuz sowie dem Orden der Eisernen Krone und dem Österreichischen Militärverdienstkreuz III. Klasse mit Kriegsdekoration ausgezeichnet.
Auch in der Reichswehr blieb Rüdel im Stabsdienst und wurde 1930 als Oberstleutnant mit dem geheimen Aufbau der Flakartillerie beauftragt, einer Waffe, deren Besitz dem Deutschen Reich zu dieser Zeit verboten war. Als im Dritten Reich mit der verstärkten Wiederaufrüstung begonnen wurde, wechselte er 1935 als Generalmajor zur Luftwaffe. Dort wurde Rüdel zum Inspekteur der Flakartillerie und des Luftschutzes ernannt, eine Position, die er bis zu seiner Verabschiedung 1942 beibehielt. Im Laufe der Zeit wurde er mehrfach befördert, zuletzt am 1. November 1942 zum Generaloberst.

## Die Rüdel-Kontroverse in der Bundeswehr
Beim Neuaufbau der Bundeswehr wurde die Kaserne der Heeresflugabwehrschule in Rendsburg 1964 nach Günther Rüdel benannt. Dies führte Ende der 1990er Jahre zu einer Kontroverse, nachdem bekannt geworden war, dass Rüdel zum ehrenamtlichen Beisitzer des Volksgerichtshofes ernannt worden war. Im Zuge der Auseinandersetzung verfügte der damalige Verteidigungsminister Rudolf Scharping am 8. Mai 2000 die Umbenennung der Unterkunft in Feldwebel-Schmid-Kaserne. Anton Schmid soll bis zu 300 Juden gerettet haben und wurde dafür von einem Kriegsgericht der Wehrmacht zum Tode verurteilt und erschossen. Später stellte sich heraus, dass Rüdel (als einer von etwa 150 ehrenamtlichen Richtern) nur an einer einzigen Verhandlung teilgenommen hatte und nicht an Terrorurteilen beteiligt gewesen war, wie vorher behauptet wurde. Zudem hatte Rüdel in dieser Verhandlung einen Freispruch durchgesetzt. Verteidigungsminister Peter Struck erklärte sich daraufhin 2002 mit einer Rehabilitierung Rüdels einverstanden, und der Versammlungssaal im Offiziersheim der nunmehrigen Feldwebel-Schmid-Kaserne wurde nach Günther Rüdel benannt. Diese Umbenennung gilt als Meilenstein in der jahrzehntelangen Auseinandersetzung um die Tradition der Bundeswehr. Im Herbst 2010 wurde ein neues Stabsgebäude im Standort Munster nach Rüdel benannt. Im Konferenzraum des „Rüdel-Hauses“ ist eine ganze Wand der Erinnerung dem Generalobersten Rüdel gewidmet.